# بیمارستان بعثت (شیراز)
بیمارستان بعثت بیمارستانی است خصوصی و درمانی واقع در شیراز، استان فارس بلوار پرستار با ظرفیت ۷۰ تخت فعال که در سال ۱۳۸۷ شمسی تأسیس گردید. این بیمارستان در زمینهٔ عمومی فعال است.
بخش‌های این بیمارستان شامل اتاق عمل، زایشگاه، نوزادان، جراحی زنان، جراحی مردان، اطفال، داخلی زنان، داخلی مردان، ICU و اتفاقات است.